# Migration (Genetik)
Als Migration bezeichnet die Populationsgenetik die Ein- und Abwanderung von Individuen zwischen verschiedenen Populationen einer Art. Dadurch findet ein Austausch zwischen den einzelnen Genpools der Populationen statt (Genfluss). Ist die Migrationsrate hoch genug, kann die Inzucht und die Homozygotie kleiner Populationen verringert werden und auch die Auswirkungen der Gendrift werden durch Migration reduziert.